# MTV Europe Music Award al miglior artista ucraino
L'MTV Europe Music Award al miglior artista ucraino (MTV Europe Music Award for Best Ukarinian Act) era uno dei premi degli MTV Europe Music Awards, assegnato dal 2007 al 2012.

## Albo d'oro

### Anni 2000
- 2007
  - Lama
  - Esthetic Education
  - Gaitana
  - Okean El'zy
  - VV
- 2008
  - Quest Pistols
  - Boombox
  - Druga Rika
  - Esthetic Education
  - S.K.A.I.
- 2009
  - Green Grey
  - Antytila
  - Druga Rika
  - Kamon!!!
  - Lama

### Anni 2010
- 2010
  - Maks Bars'kych
  - Al'oša
  - Antibodies
  - Dio.filmy
  - Kryhitka
- 2011
  - Sirena
  - Jamala
  - Ivan Dorn
  - Kazaky
  - Maks Bars'kych
- 2012
  - Alloise
  - Champagne Morning
  - Dio.Filmi
  - Ivan Dorn
  - The Hardkiss